# Чугаев, Александр Петрович
Алекса́ндр Петро́вич Чуга́ев (6 сентября 1923, д. Денисово, Осинский район, Пермская область, РСФСР, СССР — 21 августа 2021, Краснодар, Российская Федерация) — советский и российский учёный-юрист, кандидат юридических наук, профессор (2004), Заслуженный юрист Российской Федерации, создатель юридической научной школы «Индивидуализация наказания и его обоснованность в приговоре суда» в Кубанском государственном университете.

## Биография
Родился 6 сентября 1923 года в деревне Денисово, Осинский район, Пермская область, РСФСР.
С началом Великой Отечественной войны добровольцем ушёл в Красную армию. Окончил Смоленское военное пехотное училище, с 1943 года воевал на Западном фронте. Командовал взводом, ротой. В боях был дважды ранен и контужен.
C 1944 по 1945 год работал начальником спецзоны на Сарапулском заводе имени Ф. Дзержинского. Награждён Орденами Красной Звезды, Отечественной войны I степени, медалью «За доблестный труд в Великой Отечественной войне 1941—1945 гг.». и другими медалями.
В 1949 году с отличием окончил Казанский юридический институт. В том же году начал преподавательскую работу в Казанском государственном университете.
В 1964 году окончил аспирантуру Московского университета и в том же году защитил здесь кандидатскую диссертацию на тему: «Освобождение от уголовной ответственности». В 1966 году ему присвоено учёное звание доцента.
С 1968 по 1969 год преподавал в Волгоградской высшей следственной школе милиции, в 1970 году — на Краснодарском факультете Всесоюзного юридического заочного института (ВЮЗИ).
В 1971 году начал работать в Кубанском государственном университете и преподавать уголовное право и спецкурс «Назначение наказания».
В 2004 году ему присвоено звание профессора. За 65 лет научно-педагогической работы подготовил более 13 тысяч юристов. Среди его учеников пять человек стали кандидатами наук. Создал свою научную школу «Индивидуализация наказания и его обоснованность в приговоре суда». Написал более 80 научных и 20 учебно-методических работ, в числе которых 2 монографии и 10 учебных пособий.
В 2004 году стал лауреатом конкурса на лучшую научную и творческую работу среди преподавателей высших учебных заведений Краснодарского края. Награждён нагрудным знаком «Почётный работник высшего профессионального образования Российской Федерации» Министерства образования и науки России (2004).
В 2006 году за большой вклад в юридическую науку и высшую школу Указом Президента России Александр Петрович Чугаев удостоен почётного звания «Заслуженный юрист Российской Федерации».
Умер 21 августа 2021 года в Краснодаре.

## Награды и звания
- Орден Красной Звезды
- Орден Отечественной войны I степени
- Медаль «За доблестный труд в Великой Отечественной войне 1941—1945 гг.»
- Медаль «За победу над Германией в Великой Отечественной войне 1941—1945 гг.»
- Юбилейная медаль «75 лет Победы в Великой Отечественной войне 1941—1945 гг.»[2].
- Заслуженный юрист Российской Федерации (2006)
- Профессор
- Знак «Почётный работник высшего профессионального образования Российской Федерации» (2004)
- Почётный гражданин Краснодара